# Black Dwarf
Black Dwarf, ook wel bekend als Cull Obsidian, is een personage uit de strips van Marvel Comics. Hij kwam voor het eerst als cameo voor in Avengers #8 (september 2013) en maakte zijn debuut in Infinity #1 (oktober 2013). Hij is bedacht door Jonathan Hickman en Mike Deodato. Black Dwarf is lid van de schurkengroep van Thanos genaamd Black Order.

## In andere media

### Marvel Cinematic Universe
Sinds 2018 verscheen het personage in het Marvel Cinematic Universe en wordt vertolkt door Terry Notary. In de Marvel Cinematic Universe verschijnt het personage Black Dwarf onder de naam Cull Obsidian. Hij is samen met Proxima Midnight, Corvus Glaive en Ebony Maw lid van de schurkengroep van Thanos genaamd de Black Order.  Samen met Ebony Maw gaat hij als eerste van de groep naar de aarde om de oneindigheidssteen te bemachtigen. Hij raakt hier in gevecht met Iron Man, Doctor Strange, Spider-Man en Wong. In de strijd verliest hij uiteindelijk zijn linkerarm door toedoen van Wong waardoor hij zich terugtrek uit de strijd. Later verschijnt hij met Proxima Midnight in Wakanda, met een nieuwe metalen arm, om daar de strijd met de Avengers aan te gaan. Cull Obsidian belandt in een gevecht met Bruce Banner die in het Hulkbuster pak zit, door zijn toedoen komt hij om het leven. Doordat de overgebleven Avengers vijf jaar later terug in de tijd gaan om de oneindigheidsstenen voor Thanos proberen te bemachtigen keert Cull Obsidian terug. Hij reist vanuit het jaartal 2014 naar de huidige tijd om samen met de troepen van Thanos tegen de Avengers te vechten. In deze strijd komt hij wederom om het leven. Cull Obsidian is te zien in de volgende films:
- Avengers: Infinity War (2018)
- Avengers: Endgame (2019)

### Televisieseries
Het personage Black Dwarf is onder andere te zien in de volgende televisieseries: 
- Avengers Assemble
- Guardians of the Galaxy